# 漢水作戦
漢水作戦（かんすいさくせん）とは、日中戦争（支那事変）中の1940年11月24日から12月2日までの間、湖北省中部の漢水周辺で行われた日本軍の作戦である。作戦の秘匿名称は二号作戦。

## 背景
1940年（昭和15年）11月、中国軍の反攻の意図を察知した第11軍は、「機先を制して随県から当陽付近にわたる正面、特に漢水両岸の中国軍を急襲して撃破する」作戦を立案した。重慶政府は、10月中旬に湯恩伯将軍の指揮する第31集団軍に信陽北方地区への移動を命じ、部隊は日本軍の前から姿を消していた。これは、華北へ移動する新四軍を監視する意味での重慶政府の措置であったが、日本軍は総反攻の兆候と判断していたのである。
第11軍の作戦構想に対して、その規模の小ささに不満を抱いた第3師団は、北支那方面軍と協力して黄河南岸まで進する大規模な作戦を要請したが、第11軍司令部は受け付けなかった。

## 作戦経過と結果
11月24日、それぞれ集結を終えた各部隊は日没前から行動を開始した。
漢水左岸（東側）地区を第3師団、第4師団が進撃し、漢水右岸（西側）地区は第17師団、独立混成第18旅団が進撃した。この地域で日本軍に対面している中国第5戦区軍は、宜昌作戦で打撃を受けて以来退避戦法を慣用しており、主力部隊は日本軍の進撃をみるといち早く退避した。漢水右岸方面では、攻撃4日目にして早くも目標線に進出し反転に移り、11月29日に作戦を終了した。第3師団と第4師団もそれぞれ中国軍を撃破して、12月2日に作戦を終了した。
この作戦について日本軍のまとめた戦果の概要は、交戦した敵兵力延76,260、遺棄死体6,439、捕虜474だった。対して損害は戦死132人、戦傷445人、戦死馬68、戦傷馬82であった。